# Pornothemis serrata
Pornothemis serrata là loài chuồn chuồn trong họ Libellulidae. Loài này được Krüger mô tả khoa học đầu tiên năm 1902.